# Erekce

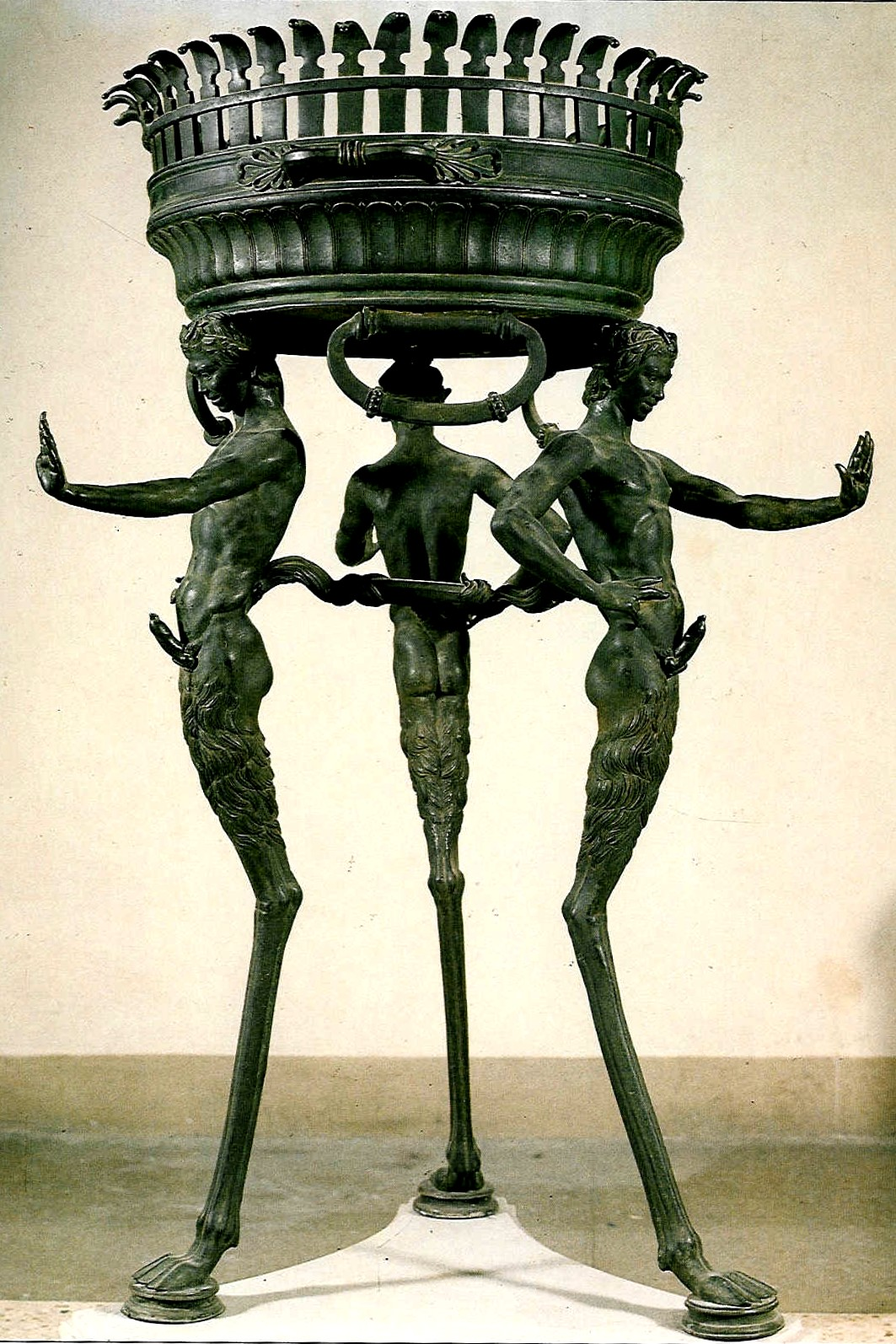
Erekce byla zobrazována i ve starověkém umění (nález z Pompejí)

Erekce je ztopoření samčího (mužského) pohlavního orgánu penisu. Dojde přitom k zvětšení objemu penisu a jeho ztvrdnutí, což je předpokladem k zavedení penisu do pochvy samice a k vykonání koitu. Fylogenetickým účelem erekce je reprodukce. Při reprodukci dochází po zavedení penisu do pochvy k ejakulaci a k následnému oplodnění. Erekce probíhá i u klitorisu, erektilního orgánu ženy. Ten nemá žádný význam pro reprodukci, má však pro ženy různě velký význam pro navození sexuálního vzrušení. Při pohlavním vzrušení dochází také u některých žen a mužů ke kontrakci hladké svaloviny prsních bradavek, čímž nastane celková erekce prsních bradavek.

## Erekce samců

### Anatomie
Pohlavní orgán samce (výjimkou jsou některé šelmy, kde podkladem jejich erekce je kost – oss penis) obsahuje topořivá neboli kavernózní tělesa (corpora cavernosa), která se při pohlavním vzrušení postupně plní tepennou krví. Topořivá tělesa jsou cylindrické duté prostory vystlané endotelem a rozdělené množstvím trabekul, kde se sbíhají odvodné žíly. Středem topořivých těles vede tepna – arteria penis profunda. Při erekci dochází ke zvýšenému průtoku arteriální krve distálně od a. iliaca interna, která vede přes arteria pudenda do penisu, kde se cestou a. penis profunda a následně uzavřením protruzí helicinních arteriol dostavuje erekce. Penis muže obsahuje dvě kavernózní tělesa – párové corpus cavernosum penis, která spolu vzájemně komunikují (výjimkou je onemocnění Komplex extrophie – epispadie), nacházející se na hřbetní straně penisu a zanořující se do žaludu (glans penis), a jedno nepárové (dominantně žilní) obalující močovou trubici a tvořící žalud (corpus spongiosum penis). Toto topořivé těleso se od kavernózních významně liší, také tím, že nemá tak výrazný obal – tuniku albugineu, a v erekci se neplní, aby nedošlo k přílišné kompresi močové trubice (při erekci se uretra prodlužuje a tím zmenšuje svůj průsvit). Kavernózní tělesa se po vstupu do oblasti pánve větví a upínají se k pubické kosti, zatímco spongiózní těleso provází uretru a zaniká.

### Fyziologie
Erekce probíhá pod vlivem parasympatiku, ejakulace a jevy doprovázející ejakulaci pod vlivem sympatiku.
Na počátku procesu erekce jsou sexuální představy v mozku a aferentní (dostředivé) signály z taktilních (dotykových) receptorů na povrchu žaludu penisu (glans penis), případně z jiných erotogenních zón muže. Tyto aferentní signály cestou nervi pudendales putují do tzv. erekčního centra v sakrální (křížové) míše, které je v míšních segmentech S2–S4. V tomto místě jsou signály přepojeny na parasympatické nervi splanchnici pelvici, které zapříčiní pohlavní vzrušení (erekci). Nervi splanchnici pelvici jsou pro erekci tak důležité, že dostaly druhý název nervi erigentes („erekční nervy“). Nervi erigentes vedou do pánevních pletení. Z nich jdou signály cestou plexus prostaticus a nervi cavernosi penis k cévám penisu. Na synapsích nerv – céva jako neurotransmiter funguje acetylcholin. Velmi důležitá je také úloha VIP (vazoaktivní intestinální peptid) jako kotransmiteru.
Přitom však v erekčním centru dochází k ovlivnění procesu erekce nadřazenými centry v mozku, především v mezimozku. Tato ovlivnění mohou být jak facilitační, to jest zesilující (příznivé sexuální představy, fantasie) tak i inhibiční (nepříznivé představy, sociální vlivy, únava, stres aj.). Parasympatické nervi splanchnici pelvici v topořivých tělesech penisu způsobuje dilataci arterií zvaných arteriae helicinae. Jako mediátor mezi endotelem cév a svalovými buňkami cév funguje endotelový oxid dusnatý (NO). Naplněním větví aa.helicinae prudce vzroste jejich tlak (až na 1000 mm Hg). Jelikož dilatované aa. helicinae kontrahují odvodné žíly, je tím znemožněn odtok krve. (Jakkoliv se zvýší tlak v aa. helicinae, není při tom přerušeno krevní zásobování v žádné tkáni penisu.) Navenek se celý děj projeví jako erekce, tzn. jako zvětšení objemu penisu a jeho ztvrdnutí. To umožňuje při pohlavním styku proniknutí do pochvy ženy.
Naplnění krví není stejné ve všech topořivých tělesech. Maximální je v párovém corpus cavernosum penis. V nepárovém corpus spongiosum penis je mnohem menší, protože středem tohoto topořivého tělesa prochází močová trubice. (Stlačení močové trubice by znemožnilo ejakulaci.) Po překročení určitého prahu sexuálního vzrušení může dojít k ejakulaci.
Po ejakulaci klesne průtok aa. helicinae, otevírají se odvodné žíly, krev z těles odtéká a penis se vrací do klidového stadia.

### Problémy spojené s mužskou erekcí
- Erektilní dysfunkce
- Priapismus
- Penis recurvatus